# Vårarv
Vårarv (Cerastium semidecandrum) är en växtart i familjen nejlikväxter.